# Graphologie
Die Graphologie (gemäß geltender Rechtschreibung auch Grafologie) ist die Lehre von der Handschrift als Ausdruck des Charakters. Graphologie bedeutet in wörtlicher Übersetzung die Lehre vom Schreiben sowie die Lehre, wie man aus der Handschrift eines Menschen auf bestimmte Bereiche seiner Persönlichkeit schließen kann. Die Graphologie ist demnach eine Methode der Psychodiagnostik. Dazu werden Schriftproben verwendet, die das übliche Schriftbild des Probanden wiedergeben (beispielsweise Briefe, Notizen, Aufzeichnungen, Abschriften). Ungeeignet sind Texte in Kalligraphie oder verstellte Schriften.
Im Laufe des 20. Jahrhunderts hat sich die Graphologie in unterschiedlichen Richtungen weiter entwickelt: Die französische Graphologie befasste sich weiter mit der Erforschung von Ursache und Wirkung in der Handschrift, rückte also einen eher geisteswissenschaftlich-philosophischen Aspekt in den Vordergrund. Die deutschsprachige Graphologie fand bei vielen Naturwissenschaftlern und Ärzten Resonanz, weshalb ein Schwerpunkt auf der Kausalität der Naturwissenschaften zu beobachten ist. Die angelsächsische, vor allem die US-amerikanische Graphologie dagegen fokussierte auf Beobachtung und Deutung von Einzelmerkmalen. Untersuchungen und Kritik graphologischer Aussagen müssen dementsprechend immer auch auf dem Hintergrund der unterschiedlichen Ansätze und Methodenschwerpunkte gesehen werden.
Die Aussagekraft der Graphologie wird kontrovers diskutiert. Sowohl Gegner als auch Befürworter berufen sich auf wissenschaftliche Studien. Die Mehrzahl der Autoren kommt zum Schluss, dass sich der Zusammenhang zwischen Merkmalen der Handschrift und Persönlichkeitsmerkmalen wissenschaftlich nicht belegen lasse. Andere Autoren kritisieren die genannten Studien bezüglich der Untersuchungsanlagen, die für die Überprüfung deutender psychodiagnostischer Methoden nicht geeignet seien, und verweisen auf Untersuchungen, die der Qualität der Graphologie ein positives Zeugnis ausstellen.

Handschrift Jean-Hippolyte Michons

## Methodik

### Grundsätze
Die Graphologie geht davon aus, dass die charakteristische Art einer Person zu schreiben, die Möglichkeit begründet, von der individuellen Handschrift auf die individuelle Persönlichkeit eines Menschen zu schließen. Die Graphologie befasst sich also damit, aus der Handschrift einer Person ihre wesentlichen oder dominanten Merkmale aufzuspüren, ihren Gesamteindruck zu bestimmen, um sie charakterologisch ausdeuten zu können. Es handelt sich um die Beobachtung und Beschreibung dessen, was heute allgemein als Bewegungs-, Form- und Raumbild bezeichnet wird. In einem zweiten Schritt wird dann daraus ein möglichst getreues Bild des Verhaltens, der Gemütsverfassung, der potentiellen Antriebe und Anlagen, d. h. ein abgerundetes Persönlichkeitsbild des Schrifturhebers erstellt.
Graphologie ist kein psychologischer Test  im engeren, testpsychologischen Sinne. Gewisse Merkmale können exakt gemessen werden (z. B. Größe, Schriftneigung), andere sind zwar nicht messbar, aber quantifizierbar: ob ein bestimmtes Merkmal (z. B. expansiv oder kontrolliert, originell oder an der Norm orientiert) in einer Handschrift vorkommt, kann mit ja oder nein, bzw. auf einer mehrstufigen Skala festgehalten werden. Werden Schriften miteinander verglichen, kann immer gesagt werden, in welcher Schrift das Merkmal stärker ausgeprägt ist. Die Validität ist mit den üblichen statistischen Methoden nur bedingt überprüfbar.

### Ansätze und Modelle
Die graphologische Arbeit beginnt mit der Merkmalsermittlung. „Es handelt sich dabei teils um die Erfassung messbarer Einzelteile der Schrift, teils um die Kennzeichnung von ganzheitlichen Bewegungsabläufen und Formgebungen, die qualitativ beschrieben werden.“ Zunächst werden die verschiedenen Schriftmerkmale erhoben und analysiert. Aus den Ganzheitsmerkmalen (z. B. Rhythmus, Einheitlichkeit, Versteifungsgrad), den Einzelmerkmalen (z. B. Schriftweite, Proportionen, Druckstärke) und den Besonderheiten (z. B. besondere Gestaltung der Unterschrift, Umgestaltung von Buchstaben, Ausschmückungen) der Handschrift erstellt der Graphologe ein Charakterbild. „Bei der Merkmalsermittlung wird noch nicht gedeutet. Die Deutung bildet das Kernstück der graphologischen Arbeit. Man kann sie als die Umkehrung der Schriftentstehung ansehen. Während nämlich bei der Schriftentstehung Wesenszüge des Schreibers in die Schreibbewegung einfliessen, wird bei der Merkmalsauswertung aus der fertigen Schrift auf die Schreibbewegung und von dieser auf die in sie eingegangenen Wesenszüge des Schreibers zurückgeschlossen.“ Die Schriftdeutung erfolgt aber nicht intuitiv, sondern wird methodisch erarbeitet.
Im deutschen Sprachraum gibt es die vier grundlegenden Schulen Ludwig Klages’, Rudolf Pophals, Robert Heiß’ und Max Pulvers. Es bedarf „bei der Anwendung der wissenschaftlichen Erkenntnisse in der Praxis immer einer Synthese verschiedener Richtungen. Das gilt ganz besonders in der Psychologie und speziell auch in der Graphologie“.
Die modernen computerbasierten Tools zur Unterstützung der graphologischen Arbeit sind denn auch so konzipiert, dass sie die ganze Palette des graphologischen Erfahrungswissens in Form von Expertensystemen zusammenfassen. Beispiele dafür sind die Programme HSDetect und GraphoPro.
- (siehe auch Moderne Graphologie)

## Geschichte

### Entwicklung
Schon früh scheint sich der Gedanke formiert zu haben, dass aus der Handschrift auf Eigenheiten der schreibenden Person geschlossen werden könne. Aus der Antike sind diesbezügliche Ausführungen Suetons überliefert.
Im Zusammenhang mit der moderneren Graphologie wird ein Werk Camillo Baldis genannt: 1622 schrieb der italienische Philosoph und Arzt seine Abhandlung über eine Methode, die Natur und Qualität eines Schreibers aus seiner Schrift zu erkennen.
Bekannt ist unter anderem, dass sich Johann Wolfgang von Goethe für Handschriften interessiert und eine Sammlung davon angelegt hat. Darüber korrespondierte er unter anderem auch mit dem Zürcher Pfarrer und Gelehrten Johann Caspar Lavater.
Als eigentlicher Begründer der modernen Graphologie gilt Jean-Hippolyte Michon (1806–1881). Der französische Geistliche hat die Bezeichnung „Graphologie“ geschaffen. Er sammelte, ordnete und systematisierte Handschriften nach von ihm beobachteten Merkmalen. Dabei lehnte er sich an die Systematik der Naturwissenschaften an: Er unterschied zwischen Klassen (classes), Familien (familles), Gruppen, (groupes) und Nuancen (nuances). Sein 1875 erschienenes Hauptwerk nannte er denn auch Systematik der Graphologie: die Kunst, Menschen aufgrund ihrer Handschrift zu kennen.
Jules Crépieux-Jamin nahm diesen Rahmen auf; auch er sammelte, verglich, gruppierte und klassifizierte Schriften. Allerdings entwickelte er ein eigenes System. In seinem 1889 veröffentlichten Hauptwerk L’ABC de la graphologie gliedert er die Schriftmerkmale nach Gattungen (genres) und Arten (espèces).
Auch andernorts interessierte man sich für den Ausdruck der Persönlichkeit in der Handschrift, so auch in Deutschland.
Die Entwicklung der Forschungen verlief in Frankreich und in Deutschland weitgehend getrennt; an dieser Situation hat sich trotz gelegentlicher Annäherungen im Prinzip wenig geändert. Auf dem Hintergrund der angespannten deutsch-französischen Beziehungen um die Wende vom 19. zum 20. Jahrhundert und in der ersten Hälfte des 20. Jahrhunderts war ein Austausch unter Wissenschaftlern der beiden Länder wenig opportun. So wurden auch im deutschsprachigen Raum verschiedene Konzepte für Analyse und Interpretation der Handschrift entwickelt. Man spricht von „vier deutschen Schulen der Graphologie“.
Die folgenden Autoren haben hier wesentliche Forschungsergebnisse präsentiert.

### Personen
Ludwig Klages (1872–1956) studierte Chemie und später Psychologie. Sein Buch Handschrift und Charakter erschien erstmals 1917 und wurde vielfach neu aufgelegt. Darin versuchte er mit Hilfe des „Ausdrucksprinzips“ und des „Darstellungsprinzips“ zu begründen, wieso die Handschrift eines Menschen Aussagen über den Charakter des Schreibers gestatten soll. Er legte umfangreiche Definitionen von Merkmalen der Handschrift fest und erstellte Deutungstabellen. Nach Klages kann ein Schriftmerkmal aus dem Dasein einer Kraft oder aber aus der Abwesenheit einer Gegenkraft erklärt werden.
Rudolf Pophal (1893–1966) war Mediziner mit den Schwerpunkten Neurologie und Psychiatrie. Ursprünglich ein Schüler Klages’, hat er später jedoch seinen eigenen Ansatz entwickelt und die Handschrift als Gehirnschrift aufgefasst. Pophal untersuchte physiologische und neurologische Bedingungen des Schreibens und leitete aus der Dominanz von Gehirnzentren Aussagen über die Persönlichkeit eines Menschen ab.
Für den Schweizer Max Pulver (1889–1952) spielten Tiefenpsychologische Aspekte eine wichtige Rolle. Er hat eine Raumsymbolik für die Handschrift entwickelt. Sie geht davon aus, dass die Richtungen rechts und links sowie oben und unten als Projektionsflächen dienen. So symbolisiert die Richtung nach rechts die Zukunft und das Du, die Richtung nach links symbolisiert die Vergangenheit und das Ich. Die Oberzone einer Handschrift ist eine Projektionsfläche für den intellektuellen und geistigen Bereich, die Unterzone ist eine Projektionsfläche für den vitalen und materiellen Bereich.
Robert Heiß (1903–1974) untersuchte die Entwicklung der Schreibfertigkeit beim Kind und unterschied drei Komponenten, die den Schreibvorgang bestimmen: Bewegung, Formung und die Orientierung auf der zur Verfügung stehenden Schreibfläche. Handschriften entstehen durch Bewegung und Formung auf einem Blatt Papier. Diese Komponenten haben einerseits eine psychologische Bedeutung, andererseits hat Heiß eine ganze Reihe von Schriftmerkmalen diesen Komponenten zugeordnet. So gelangte er zu einem Bewegungsbild, Formbild und Raumbild der Handschrift. Diese Begriffe sind die Grundlagen der Schrifterfassung und der Deutung der Handschrift bei Heiß.
Robert Heiß hatte zahlreiche Schüler, die zum Teil selbst Professoren geworden sind, z. B. Jochen Fahrenberg, Petra Halder-Sinn, Oskar Lockowandt, Arno Müller, Wolfgang Sehringer und Lothar Michel. Zum 100. Geburtstag erinnerte Jochen Fahrenberg (2003) an ihn: „Robert Heiß gehörte noch zu der Generation der Institutsgründer, die das Profil eines gesamten Instituts über Jahrzehnte so prägten, wie es heute kaum mehr vorstellbar ist […]. In Freiburg führte Heiß Graphologie, Ausdruckskunde, projektive Testverfahren ein und gemeinsam mit seinen Mitarbeitern schuf er im Laufe der Jahre – mit den Höhepunkten zwischen 1950 und 1970 – einen Ausbildungsschwerpunkt wie an keinem anderen Institut.“
Jochen Fahrenberg wurde 1961 mit der Dissertation „Graphometrie“ promoviert. Die Graphometrie wollte voraussetzungsfrei die Validität der Graphologie erforschen. Im Umkreis der Graphometrie sind zahlreiche Forschungen mit unterschiedlichen empirischen Methoden durchgeführt worden. Jochen Fahrenberg sieht in der Handschrift eine Möglichkeit, die – neben weiteren Verfahren – bei psychologischen Interpretationen oder im Rahmen einer biographischen Analyse Verwendung finden kann.
Von Wilhelm Helmut Müller (1899–1966), Professor an der Technischen Universität Berlin, und seiner Mitarbeiterin Alice Enskat (1897–1978) stammt das Lehrbuch „Graphologische Diagnostik“. Die Autoren liefern darin Definitionen von Grundeigenschaften nach ihrem Erfassungsmodus und unterscheiden z. B. zwischen messbaren, zählbaren und schätzbaren Merkmalen. Sie geben eine Übersicht über Entstehungsbedingungen der Handschrift und über empirische und experimentelle Grundlagen, so wie sie sich bei der Erstauflage des Buches 1961 darstellten.
Heinrich Pfanne (1923–1990) war Graphologe und Schriftsachverständiger am Hessischen Landeskriminalamt Wiesbaden. Sein „Lehrbuch der Graphologie“ stellt eine Psychodiagnostik aufgrund graphischer Komplexe vor. In differenzierter Weise entwickelte Pfanne hier graphische Komplexe und psychologische Typen, wobei er sich an Typenlehren orientierte, wie z. B. „Introversion“ versus „Extraversion“. Zugleich gibt Pfanne einen umfangreichen Überblick über die wissenschaftlichen Grundlagen der Graphologie und stellt zahlreiche Arbeiten aus Ausdruckskunde, Bewegungs- und Hirnphysiologie, Symbolik sowie Empirie und Experiment vor.
Oskar Lockowandt (1935–2000) wurde 1966 bei Robert Heiß promoviert mit einer Dissertation zur faktorenanalytischen Validierung der Handschrift mit besonderer Berücksichtigung projektiver Methoden. In zahlreichen Veröffentlichungen in der „Zeitschrift für Menschenkunde“, die später zur „Zeitschrift für Schriftpsychologie und Schriftvergleichung“ wurde, befasste sich Lockowandt mit vielfältigen Themen der Schriftpsychologie wie z. B. dem Prozess der Urteilsbildung oder Schülerschriften.
In der Nachfolge Klages’ konzentrierte sich Hans Knobloch auf die Beschreibung mimikanaloger Gestalten in der Handschrift. Seine Liste umfasst ca. 14 verschiedene Ausdrucksgestalten in Handschriften, ist aber nicht als abgeschlossen zu betrachten. Wichtig hierbei ist, dass die Handschriften, die gemeinsam einer (oder mehreren) der 14 Ausdrucksgestalten zugeordnet werden (z. B. Dranghaftigkeit, Funktionslust und Neugierverhalten, Depressivität, Euphorie usw.), nicht dank sogenannter graphischer Einzelmerkmale miteinander verwandt sind, sondern mit ihren eklatanten graphischen Differenzen aufgrund gestalthafter Ausdrucksidentität.
Im Unterschied zur empirischen Forschung hat Hans Knobloch (1910–2004) stets einen hermeneutischen Ansatz in der Graphologie befürwortet. Die unmittelbare Wahrnehmung des psychologisch Relevanten aus der Handschrift – der graphologische Blick – sei die wesentliche Methode. In seinen Werkstattgesprächen werden Fragen gestellt und aus einer ganzheitlichen Perspektive beantwortet.
Der Psychodiagnostiker Arno Müller (1930–2005) vertritt eine an den Deutungsprinzipien der Analogie und der Verallgemeinerung und am persönlichen Leitbild orientierte Analyse. Diese zeigt er in seinen historischen Studien an.
Ursula Avé-Lallemant (1913–2004) hat sich intensiv mit den Handschriften von Kindern und Jugendlichen auseinandergesetzt. Ihre langjährigen Studien publizierte sie in einer Längsschnitt-Analyse. Sie entwickelte die von ihr so genannte dynamische Graphologie und leuchtete die Hintergründe von Straftaten Jugendlicher aus im Werk Straftäter im Selbstausdruck. Es war ihr wichtig, aus Kinderhandschriften keine negativen Charaktereigenschaften herauszulesen, sondern Schwierigkeiten als „Notsignale“ zu begreifen. Während ihrer langjährigen Arbeit hat sie eine kleine graphische Testbatterie entwickelt, die neben der Handschrift auch Sterne-Wellen-Test, Baumtest sowie Wartegg-Zeichentest beinhaltet.

## Moderne Graphologie

### Status
Mit zunehmender Verbreitung der Personalcomputer eröffneten sich auch für die Graphologie neue Möglichkeiten. Seit 1990 wurden verschiedene Systeme ausgearbeitet und publiziert.
Die Graphologie des 21. Jahrhunderts entwickelt sich in folgenden Hauptrichtungen:
1. Computergestützte Graphologie
2. Vollcomputerisierte Handschriftanalyse
3. Die Forschungen mit einem graphischen Schreibbrett
Computergestützte Graphologie bedeutet praktisch die Computerisierung der klassischen Graphologie. Die Handschriftmerkmale werden durch einen Graphologen ausgewertet und in ein Computerprogramm eingegeben. Das Programm bewertet die Persönlichkeitseigenschaften oft mit ihrem Ausprägungsgrad. Das weitere Vorgehen für ein klassisches graphologisches Gutachten bleibt damit unverändert. Die computergestützte Graphologie ist ein Hilfswerkzeug für Graphologen und zudem nützlich in der Forschung.
Beispiele graphologischer Software:
- Graphonomizer[43]
- Handwriting Analyzer[44]
- GraphoPro[45]
- HSDetect[46]

Vollcomputerisierte Handschriftanalyse bedeutet, dass das ganze Verfahren computerisiert ist: Ein Computerprogramm nimmt automatisch die Auswertung der Handschriftmerkmale vor. Dies geschieht aufgrund der gescannten Schriftprobe oder direkt von einem Tablet-Computer, wenn der Text dort geschrieben wird. Diese Programme basieren auf der Bildanalyse und gehören eher zur Informatik als zur Psychologie. Gegenwärtig haben sie noch kaum praktische Bedeutung: Die Menge der Handschriftmerkmale, die durch die Bildanalyse ausgewertet werden können, ist begrenzt und der graphologische Teil noch eher bescheiden.
Graphisches Schreibbrett. Das elektronische Schreibtablett, das an einem Computer angeschlossen ist, erlaubt es, die Bewegungen des Schreibers auf dem Papier und in der Luft zu registrieren. Diese Informationen werden durch spezielle Software ausgewertet. Damit misst man einige wichtige Charakteristiken des Schreibens: die Geschwindigkeit, den Weg, den Schreibdruck, die Anzahl Auf- und Abstriche usw. Besonders interessant ist das Erforschen der auf dem Papier unsichtbaren Bewegungen in der Luft. Das graphische Schreibbrett wird primär in der Forschung eingesetzt, und zwar meistens in der Medizin. Auch für die Graphologie sind die Resultate sehr nützlich, um den Prozess des Schreibens und den Einfluss auf die Schriftmerkmale besser zu verstehen.
Daneben wird die klassische Graphologie weiter gepflegt und erforscht. Im deutschsprachigen Raum basiert sie in erster Linie auf den graphologischen Klassikern Klages, Pophal, Pulver und Heiß, den differenzierten Lehrbüchern Pfannes sowie Müllers und Enskats. Diese Graphologie bezieht sich nicht mehr auf die sogenannten „signes fixes“ oder die symbolischen Zeichen in der Schrift, sondern auf die Gestalttheorie und die Erkennung so genannter „Antriebs- und Formgestalten“. Zudem werden psychologische Ansätze Sigmund Freuds, Alfred Adlers, Carl Gustav Jungs, Eduard Sprangers, Abraham Maslows und vieler weiterer bis zu Daniel Goleman, Stavros Mentzos und anderen Zeitgenossen beigezogen.

### Anwendungen
Graphologen können für die Analyse einer Persönlichkeitsentwicklung, für eine Partnerschaftsberatung, Erziehungsberatung, Laufbahnberatung oder Personalberatung beauftragt werden. Für die Beratung sollte der Kontext bekannt sein und möglichst auch ein mündliches Beratungsgespräch erfolgen. Als professionelle Graphologen gelten Fachpsychologen mit Zusatzstudium und anerkannter Prüfung in der Graphologie. Graphologische Analysen wollen auch zum Verständnis historischer Persönlichkeiten beitragen. Zahlreiche Verantwortliche benutzen die Graphologie als ergänzende Diagnostikmöglichkeit oder im Rahmen eines Assessments.
Insbesondere in Frankreich und in der Schweiz sehen Personalverantwortliche darin relativ häufig eine Entscheidungshilfe, um Aussagen über die Persönlichkeit eines Bewerbers treffen zu können. In Deutschland gaben nur 2,4 Prozent der befragten Unternehmen an, dass sie Graphologie einsetzen.
Graphologie in der Arbeitswelt berührt auch Fragen des Persönlichkeitsrechts. Einer der deshalb entwickelten Rechtsgrundsätze ist jener, dass keine (mehr oder weniger umfassenden) Persönlichkeitsprofile erstellt werden dürfen. Unabhängig davon erscheint eine pragmatisch orientierte Zielsetzung diskutabel, die sich auf das Potenzial zu „kritischem Verhalten“ (eines Bewerbers) konzentriert.

### Ausbildung
Derzeit wird die Graphologie im deutschsprachigen Raum von einer Reihe Verbände getragen. Sie bieten Ausbildungen an, führen Fortbildungen und Tagungen durch und engagieren sich für wissenschaftliche und ethische Belange. In gewissen Fällen ergibt sich in der Schweiz auch eine Zusammenarbeit mit Fachhochschulen.

### Zeitschriften
Die Zeitschrift für Menschenkunde (ZfM), Zentralblatt für Graphologie, Ausdruckswissenschaft und Charakterkunde wurde, in Nachfolge einer von 1925 bis 1942 erschienenen Zeitschrift, 1953 im 17. Jahrgang wieder herausgegeben. Der Grund war, wie die Herausgeber schrieben, „der fühlbare Mangel an einem Fachblatt, das sich die Förderung ausdruckswissenschaftlicher Menschenkunde zum Ziel setzt und insbesondere die Pflege der Handschriftenanalyse anstrebt“.
Als Herausgeber fungierten die Professoren Johannes Heinrich Schultz und August Vetter. Ab 1965 übernahmen Verbände die Herausgabe: die Sektion Schriftpsychologie im Berufsverband Deutscher Psychologen, die Schweizerische Graphologische Gesellschaft, die Österreichische Gesellschaft für Psychologie und die Klages-Gesellschaft. Im Jahre 2000 wurde die ZfM umbenannt in Zeitschrift für Schriftpsychologie und Schriftvergleichung (ZfS). Bis zu ihrer Einstellung Ende 2005 wurden in insgesamt 69 Jahrgängen Artikel zu Methodenfragen, Einzelfallstudien und auch umfangreichere statistische Untersuchungen veröffentlicht. Die Graphologie-News führt die Tradition der Zeitschrift für Schriftpsychologie und Schriftvergleichung weiter.
Die Zeitschrift „Angewandte Graphologie und Persönlichkeitsdiagnostik“ wird vom Berufsverband geprüfter Graphologen/Psychologen e. V. in München herausgegeben und erscheint seit 1953 ununterbrochen in drei Ausgaben jährlich im Umfang von je 56 Seiten. Als einzige deutschsprachige Fachzeitschrift in gedruckter Form ist sie heute zugleich Fachorgan von sechs Verbänden in Deutschland, Österreich und der Schweiz. Sie enthält regelmäßig Übersetzungen aus ausländischen Zeitschriften, Kongressberichte und Buchbesprechungen.

## Schnittstellen zu anderen Disziplinen

### Schriftvergleichung
Schriftvergleichung wird dann eingesetzt, wenn abgeklärt werden soll, ob ein Schriftstück tatsächlich von der vorgegebenen Person geschrieben worden ist. Der Begriff „Schriftvergleichung betont, dass das Wesentliche der Untersuchung in einem Vergleich der beobachtbaren Tatsachen liegt“.
Meist geht es um Unterschriften oder Testamente, deren Echtheit überprüft werden muss. Auch in Fällen anonymer Schreiben kann mit Hilfe der Schriftvergleichung abgeklärt werden, ob eine vermutete Person tatsächlich den Text verfasst hat.
Ein Stück weit sind gut ausgebildete und entsprechend geschulte Graphologen in der Lage, Schriftvergleichungen vorzunehmen. In Gerichtsverfahren wird in Deutschland auf alle Fälle eine Person beigezogen, die den Titel „Öffentlich bestellte(r) und beeidigte(r) Sachverständige(r) für Handschriftvergleichung“ tragen darf. In der Schweiz ist die Handhabung kantonal geregelt und daher uneinheitlich.
Grundsätzlich gilt jedoch: Zwischen Graphologie und Schriftvergleichung muss klar unterschieden werden. Der erste Autor, der diese Forderung aufgestellt hat, war Heinrich Pfanne:
„Die Graphologie beruht auf der Erfahrungstatsache, dass jeder Mensch seine nur ihm eigentümliche Handschrift hat (…). Hiervon ausgehend haben sich zwei Disziplinen (…) entwickelt, die charakterologische Graphologie und die Handschriftenidentifizierung. Die charakterologische Graphologie kommt zu ihren Ergebnissen nur durch eine weitere Prämisse, daß nämlich die in der Handschrift sich ausdrückende Individualität des Menschen in bestimmten, hier nicht näher zu erörternden Beziehungen zu seinem Charakter stehe (…). Es ist also notwendig, die Schriftexpertise deutlich von der charakterologischen Graphologie (…) abzuheben (…). Die charakterologische Graphologie deutet, die Schriftexpertise vergleicht.“

### Forensik
In der forensischen Kriminaltechnik werden auch Handschriften untersucht. „Die Schrift als forensische Spur zählt zu den wenigen direkt personenidentifizierenden, sachlichen Beweisen; somit ein relevanter Ansatz gegeben ist, um im Zusammenhang mit Urkundenfälschung die Frage nach dem Urheber der Handschrift bzw. die Frage nach deren Echtheit verbindlich abklären zu können.“ Dabei kommen auch physikalisch-technische Methoden zur Anwendung. Es wird unter anderem mit Ultraviolett-Licht, mit Rasterelektronenmikroskop und weiteren Untersuchungsverfahren gearbeitet. Diese naturwissenschaftlich fundierten Verfahren bilden die Basis. „Für die Handschriften-Untersuchung reichen sie aber nicht aus. Hierfür sind vielmehr auch Kenntnisse und Methoden notwendig, die in der graphologischen, der graphometrischen und der schriftpsychologischen Fachliteratur beschrieben sind.“
Die Methoden und Arbeitsbereiche von Schriftvergleichung und Forensik ergänzen sich gegenseitig und überschneiden sich teilweise. Die forensische Handschriftenvergleichung ist Beweismittel in Gerichtsverfahren.
In Deutschland und Österreich werden Sachverständige für Handschriftenvergleichung öffentlich bestellt und beeidigt. Sie arbeiten eng mit den Gerichten zusammen. In der Schweiz sind die 26 Kantone zuständig, die Regelungen sind entsprechend uneinheitlich. Die Bezeichnung „Schriftsachverständige“ ist nicht gleichbedeutend mit „Sachverständige für Dokumentenprüfung“. Letztere nehmen chemische Untersuchungen, Prüfungen von Maschinenschriften, Ausweisen oder Stempeln vor.

### Graphotherapie
Graphotherapie – im deutschen Sprachraum ist häufiger von Schreibbewegungstherapie die Rede – wird zur Behandlung von Schreibschwächen eingesetzt. Sie ist in allgemeinem Sinne eine durch den graphischen Ausdruck bzw. die graphische Betätigung unterstützte Therapie. Im speziellen Sinne ist sie die Beeinflussung von Bewegungsabläufen durch gezielte Bewegungsübungen, insbesondere das Nachfahrenlassen bestimmter Schriftzüge.

### Schriftpsychologie
In der Praxis wird der Begriff Schriftpsychologie häufig mit dem Begriff Graphologie gleichgesetzt. So ist auf der Website der Schweizerischen Graphologischen Gesellschaft zu lesen: „Moderne Graphologie versteht sich als Schriftpsychologie.“ Manche Autoren sind mit dieser Gleichsetzung nicht einverstanden. Das hat unter anderen auch Teut Wallner 1998 kritisiert: „Schriftpsychologie und Graphologie werden heute oft als Synonyme verwendet, obwohl sie sich – was die wissenschaftlichen Anforderungen angeht – deutlich unterscheiden: Seit den 60er Jahren wird die Schriftpsychologie in Abgrenzung zur Graphologie als empirisch fundierte und kontrollierte Methode der Handschriftendiagnostik entwickelt.“
Lothar Michel hat sich 1984 für eine Schriftpsychologie als Grundlagendisziplin ausgesprochen. Auch Michel intendierte eine Schriftpsychologie als Erfahrungswissenschaft. Im Unterschied zu Wallner ging es Michel aber nicht um Handschriftendiagnostik oder persönlichkeitspsychologische Diagnostik, sondern um die Erforschung der Entstehungsbedingungen der Handschrift. Hier wird ein weiterer Aspekt der Unterscheidung von Graphologie und Schriftpsychologie deutlich:
Graphologische Deutungen oder schriftpsychologische Interpretationen wollen aus dem Ausdruck der Handschrift Aspekte der Persönlichkeit des Schreibers erfassen.
Schriftpsychologie als Grundlagendisziplin ist demgegenüber umfassender und will auch solche Entstehungsbedingungen der Handschrift erforschen, die nicht unmittelbar etwas mit der Persönlichkeit des Schreibers zu tun haben, wie z. B. Schulvorlagen, Erkrankungen, schreibtechnische Aspekte.
Schriftpsychologie als Grundlagendisziplin erforscht die psychologischen, physiologischen, schreibtechnischen und sozialen Entstehungsbedingungen handschriftlicher Schreibleistungen mit erfahrungswissenschaftlichen Methoden. Unter „Schriftpsychologie“ soll eine erfahrungswissenschaftliche Methode der Handschriftenuntersuchung verstanden werden.
Die Ergebnisse schriftpsychologischer Forschungen können in der Praxis in vielfältigen Bereichen genutzt werden. Dazu gehören allgemeine psychologische Beratung, Beratung zur Persönlichkeitsentwicklung, Partnerschaftsberatung, Erziehungsberatung und Personalberatung. Auch Schreibbewegungstherapie sowie Zeichentests zur Diagnostik z. B. der Schulreife oder von psychischen Schwierigkeiten sollen nicht unerwähnt bleiben. Ebenso ist an die traditionellen graphologischen Persönlichkeitsbilder und schriftpsychologischen Analysen zum besseren Verständnis historischer Persönlichkeiten und geschichtlichen Vorgängen zu denken. Und schließlich können schriftpsychologische Forschungen auch in der forensischen Handschriftenvergleichung genutzt werden.

## Kritik
Seit dem Ende des letzten Jahrhunderts wird die Graphologie von den Kritikern als unwissenschaftlich abgelehnt. Dazu beigetragen hat insbesondere die 1992 von Dean vorgelegte Metaanalyse, die – verschiedene Untersuchungen zusammenfassend – der Graphologie bezüglich ihrer Validität ein schlechtes Zeugnis ausstellt.
Objektivität, Reliabilität und Validität, also die üblichen Anforderungen an eine psychodiagnostische Methode, müssen grundsätzlich empirisch nachgewiesen werden. Dieser Nachweis ist für die Graphologie jedoch nicht gelungen.
Der Psychologieprofessor Uwe Kanning tritt in Deutschland als Kritiker unseriöser Verfahren in der Eignungsdiagnostik auf und kritisiert neben NLP und Schädeldeutung vor allem die Graphologie. Als Diagnostikexperte fasst er die Kritik wie folgt zusammen:
„Fassen wir unsere Analyse zum Status quo der Graphologie zusammen, so ergibt sich ein eindeutiger Schluss: Die Graphologie ist zwar unterhaltsam und mag als Gesellschaftsspiel ihre Berechtigung haben, sie kann aber in keiner Weise die vollmundigen Versprechungen ihrer Anhänger einlösen.“
Der zugeschriebene Nutzen basiere auf Wunschdenken, Wahrnehmungsverzerrungen, Unwissenheit und Zufall.
Aus Sicht der wissenschaftlichen Psychologie ist die Graphologie eine historisch überholte Technik, die nicht halte, was sie verspreche.
Die teils vorhandenen Anekdoten von Graphologen über zufriedene Kunden sind, ähnlich wie in der Astrologie oder der Wahrsagerei, auf psychologische Effekte wie den Barnum-Effekt zurückzuführen. Graphologen gelang es bisher nicht, den Nutzen der Graphologie wissenschaftlich zu belegen, es mangelt an einer plausiblen Theorie und an empirisch-statistischen Belegen, die den Einsatz rechtfertigen. So konnten Graphologen bei Doppelblindstudien keine signifikant besseren Vorhersagen erzielen, als dies der Kontrollgruppe durch zufälliges Erraten gelang.
Die Urteilsbildung bei diesem Verfahren ist indirekter Natur und völlig undurchsichtig. Unter Psychologen gilt die Graphologie in der Personalberatung als unvalide und bei Bewerbern in Deutschland als unbeliebt. Zahlreiche Studien kommen in der Regel zu niederschmetternden Validitätsergebnissen. Zwar wurden in Studien Korrelationskoeffizienten von r = 0,20 erreicht, aber Nicht-Graphologen kamen fast durchweg zu valideren Ergebnissen. Werden neutrale Schriftproben (also nicht der Lebenslauf) eingereicht, versagen die graphologischen Gutachten vollkommen (r = 0,02). Die Metaanalyse von Schmidt/Hunter (1998) gesteht der Graphologie keinen Zusatznutzen zu, wenn man ein beliebiges Instrument der Personalauswahl mit der Graphologie kombiniert und die zusätzliche Validität misst.
Neuere Studien wie jene Nauers oder Peterkas sowie Ansätze der computerunterstützenden Graphologie, welche die wissenschaftliche Fundierung formalisieren (HSDetect von Chernov oder GraphoPro von Keel & Leisebach), versprechen aus Sicht ihrer Anhänger neue objektive Resultate. Bisher fehlt es dennoch weiterhin an überzeugenden Belegen.
Auch wenn Befürworter viele Beispiele einer anekdotischen Evidenz vorbringen, zeigt sich in den meisten wissenschaftlichen Studien kein Beweis für die behaupteten Zusammenhänge zwischen Handschrift und Persönlichkeitsmerkmalen einer Person. Die Studienlage kann derzeit so zusammengefasst werden, dass die Deutung der Handschrift keinen Aufschluss auf die Persönlichkeit zulässt und auch nicht in der Lage ist, beispielsweise die berufliche Leistung zu prognostizieren.
Die Validität einer Methode ist, wenn möglich, nicht nur anhand weniger Einzelstudien zu betrachten, sondern die Kombination einer Vielzahl von Studien ist besonders zu berücksichtigen (Metaanalysen). In solchen wird die Graphologie als Methode zur Deutung von Persönlichkeitseigenschaften oder gar Berufserfolg kritisch betrachtet: Bereits 1982 zeigte eine Metaanalyse, in die Daten aus über 200 Studien eingingen, dass mit graphologischen Methoden keinerlei Persönlichkeitseigenschaften vorhersagbar sind. Aber auch in späteren Analysen zeigte sich, dass Graphologen nicht zu valideren Aussagen kommen als Laien und Graphologie nicht als Methode in der Personalauswahl geeignet ist.

### Grundlagenwerke / Methodisches
- Broder Christiansen und Elisabeth Carnap: Lehrbuch der Handschriftendeutung, Reclam-Verlag Stuttgart, 1947/1948
- Robert Heiß: Die Deutung der Handschrift. Hamburg 1966.
- Ludwig Klages: Handschrift und Charakter. Gemeinverständlicher Abriss der graphologischen Technik. 28. Auflage. Bonn 1982, ISBN 3-416-00312-8.
- Hans Knobloch: Graphologie. Lehrbuch neuer Modelle der Handschriftanalyse. Düsseldorf/Wien 1971, ISBN 3-430-15500-2.
- Jean-Hippolyte Michon: System der Graphologie. Hrsg. Rudolf Pophal. München/Basel 1971.
- Philipp Miller: Einführung in die Graphologie. Ullstein, Frankfurt am Main 1960.
- Wilhelm Helmut Müller, Alice Enskat: Graphologische Diagnostik. Ihre Grundlagen, Möglichkeiten und Grenzen. 3. Auflage. Bern 1987, ISBN 3-456-81631-6.
- Heinrich Pfanne: Lehrbuch der Graphologie. Psychodiagnostik auf Grund graphischer Komplexe. Berlin 1961.
- Rudolf Pophal: Die Handschrift als Gehirnschrift. Rudolstadt 1949.
- Rudolf Pophal: Graphologie in Vorlesungen. Band I Die Schrift und das Schreiben. Der Schreiber. Stuttgart 1965.
- Rudolf Pophal: Graphologie in Vorlesungen. Band II Eidetische Graphologie. Stuttgart 1966.
- Rudolf Pophal: Graphologie in Vorlesungen. Band III Kinetische Graphologie. Stuttgart 1968.
- Anja Teillard: Handschriftendeutung auf tiefenpsychologischer Grundlage. Bern 1952.
- Richard Pokorny: Psychologie der Handschrift: Systematische Behandlung der Graphologie unter psychologischen und charakterologischen Aspekt. München 1973, ISBN 3-463-18100-2.
- Max Pulver: Symbolik der Handschrift. Orell Füssli, Zürich 1931; 5. Auflage ebenda 1949.
- Max Pulver: Trieb und Verbrechen in der Handschrift. Orell Füssli, Zürich 1934.
- Max Pulver: Intelligenz im Schriftausdruck. Zürich 1949.
- Teut Wallner, Renate Joos, Rosemarie Gosemärker: Grundlagen und Methoden der Schriftpsychologie. Books on Demand, Norderstedt 2006, ISBN 3-8334-5430-X.
- Roda Wieser: Grundriss der Graphologie. München/Basel 1973.
- Bernhard Wittlich: Angewandte Graphologie. 2. Auflage. Berlin 1951.

### Kinder- und Jugendschriften
- Ursula Avé-Lallemant: Graphologie des Jugendlichen. Band I: Längsschnitt-Analyse. München/Basel 1970, ISBN 3-497-00545-2.
- Ursula Avé-Lallemant: Graphologie des Jugendlichen. Band II: Eine Dynamische Graphologie. München/Basel 1988, ISBN 3-497-01139-8.
- Ursula Avé-Lallemant: Graphologie des Jugendlichen. Band III: Straftäter im Selbstausdruck. München/Basel 1993, ISBN 3-497-01278-5.
- Minna Becker: Graphologie der Kinderschrift. Heidelberg 1926.

### Weitere Literatur zur Graphologie
- Robert Bollschweiler: Musik und Graphologie. Musikerhandschriften aus der Romantik. Leer 1994, ISBN 3-921229-56-1.
- Andreas Bürgi: Graphologie heute. Für Anwender und Skeptiker. Bülach 1998, ISBN 3-905153-06-8.
- Gerhard Katz: Die Intuition in der Graphologie. Betrachtungen über ein irrationales Phänomen. Stäfa, o.J, ISBN 3-907960-83-1.
- Arno Müller: Berühmte Frauen von Maria Stuart bis Mutter Teresa. Persönlichkeit, Lebensweg, Handschriftanalyse. 2. Auflage. Wien 2003, ISBN 3-7003-1398-5.
- Helmut Ploog: Handschriften deuten. Die Persönlichkeit im Spiegel der Schrift. Mit vielen Beispielen prominenter Persönlichkeiten. 6. Auflage. Humboldt, Hannover 2008, ISBN 978-3-89994-184-5.
- Christian B. Schreiber: Handbuch Digitale Graphologie. Erfolgreicher Umgang mit E-Mails, Geschäftsbriefen und Kundenkorrespondenz. Norderstedt 2023, ISBN 978-3-7392-2700-9.
- Angelika Seibt: Schriftpsychologie – Theorien, Forschungsergebnisse, wissenschaftstheoretische Grundlagen. Profil, München 1994, ISBN 3-89019-354-4.
- Angelika Seibt: Methodisch strukturiertes Vorgehen als Mittel der Qualitätssicherung. In: Zeitschrift für Schriftpsychologie und Schriftvergleichung. 69, 2005, ISSN 0379-4458, S. 130–178.
- Ulrich Sonnemann: Graphologie. Handschrift als Spiegel. Irrationalismus im Widerstreit. Springe, 2005, ISBN 3-934920-61-6.

### Kritische Literatur
- B. Beyerstein, D. F. Beyerstein (Hrsg.): The Write Stuff. Evaluations of Graphology – The Study of Handwriting Analysis. Prometheus Books, Buffalo 1992.
- Michael Billig: Abgesang auf die Grafologie. In: Psychologie Heute. 2/2012. psychologie-heute.de
- Petra Halder-Sinn: Graphologie in Deutschland: Eine Renaissance? In: Skeptiker. 3/1989, S. 14–18.
- Petra Halder-Sinn: Graphologie erneut durchgefallen. Bemerkungen zu einer aktuellen Bestandsaufnahme: „The Write Stuff“. In: Skeptiker. 2/1993, S. 43.
- B. Heinze: Graphologie. In: W. Sarges (Hrsg.): Management-Diagnostik. 3. Auflage. Hogrefe, Göttingen 2000, S. 470–474.
- Uwe Peter Kanning: Von Schädeldeutern und anderen Scharlatanen. Unseriöse Methoden der Psychodiagnostik. Pabst u. a., Lengerich u. a. 2010, ISBN 978-3-89967-603-7, S. 83–115.
- Uwe Kanning: Diagnostik zwischen Inkompetenz und Scharlatanerie: Phänomen, Ursachen, Perspektiven. In: Report Psychologie. Jg. 37, Heft 2, 2012, S. 110–113. report-psychologie.de
- Uwe Kanning: Schädeldeutung & Co. Absurde Methoden der Psychodiagnostik. In: Skeptiker. 3/2010, S. 112–119.
- E. Neter, G. Ben-Shakhar: The predictive validity of graphological influences: A meta-analtic approach. In: Personality and Individual Differences. (10), 1989, S. 737–745.
- Rouven Schaefer: Graphologie in der Personalauswahl. Eine kritische Analyse. In: Skeptiker – Zeitschrift für Wissenschaft und kritisches Denken. Jahrgang 22, 1, 2009, ISSN 0936-9244, S. 36–39.
- F. L. Schmidt, J. E. Hunter: The validity and utility of selection methods in personnel psychology. Practical and theoretical implications of 85 years of research findings. In: Psychological Bulletin. 124, 2, 1998, ISSN 0033-2909, S. 262–274.
- H. Schuler: Personalauswahl. In: E. Gaugler u. a. (Hrsg.): Handwörterbuch des Personalwesens. Schäffer-Poeschel Verlag, Stuttgart 2003, S. 1366–1379.
- Heinz Schuler, Bernd Marcus: Biografieorientierte Verfahren der Personalauswahl. In: Heinz Schuler (Hrsg.): Lehrbuch der Personalpsychologie. Hogrefe, Göttingen u. a. 2001, ISBN 3-8017-0944-2, S. 182–183.